# Keith Hamilton Cobb
Keith Hamilton Cobb (North Tarrytown, 28 gennaio 1962) è un attore statunitense.
È noto al pubblico per aver interpretato il ruolo di Tyr Anasazi, un mercenario che poi entra a far parte dell'equipaggio dell'astronave nella serie televisiva Andromeda, il ruolo di Damon Porter nella serie televisiva Febbre d'amore, il ruolo di Noah Keefer nella serie televisiva La valle dei pini e per aver interpretato il ruolo di Quincy nella serie televisiva l'Arca di Noè.

## Biografia

### Educazione
Si è diplomato alla Sleepy Hollow High School e successivamente al Westchester Community College per poi laurearsi alla New York University Tisch School of the Arts. Ha frequentato Circle in the Square Theatre School e Playwrights Horizons Theater School.

### Vita privata
I suoi hobby sono la scrittura, la fotografia e la ristrutturazione delle case. 

Attualmente vive a Los Angeles, California.

### Famiglia
Il padre James Cobb è un ingegnere meccanico, la madre Mary Lane Cobb è un medico in pensione, mentre le sue due sorelle Pamela e Lane hanno intrapreso la stessa professione della madre.

## Filmografia
- The American Experience, regia di Henry Hampton - serie TV, 2x03 (1989)
- Delirio a Manhattan (Astonished), regia di Jeff Kahn-Travis Preston (1990)
- La valle dei pini (All My Children), serie TV, 23 episodi - Noah Keefer (1994-1996)
- Eyes Beyond Seeing, regia di Daniel R. Cohn, (1995)
- Willy, il principe di Bel-Air (The Fresh Prince of Bel-Air), serie TV, 5x20 (1995)
- Io e mio fratello (Boston Common), serie TV, 2x21 (1997)
- Susan (Suddenly Susan), serie TV, 4x04 (1999)
- BeastMaster, serie TV, 1x02-1x11 (1999-2000)
- Total Recall 2070, serie TV,  (numero di episodi sconosciuto) (1999)
- Andromeda – serie TV, 68 episodi - Tyr Anasazi (2000-2003)
- Febbre d'amore (The Young and the Restless) – serie TV, 139 episodi - Damon Porter (2003-2005)
- One on One – serie TV, 2x18 (2003)
- SoapTalk – Talk Show (2003)
- The Twilight Zone, regia di Eli Richbourg – serie TV, 1x36 (2003)
- Daytime's Greatest Weddings, regia di David Seeger - documentario (2004)
- Arca di Noè (Noah's Arc) - serie TV, 6 episodi - Quincy (2006)
- CSI: Miami – serie TV, 6x03 (2007)
- La fredda luce del giorno (The Cold Light of Day), regia di Mabrouk El Mechri (2012)

## Premi e candidature

### Daytime Emmy Awards
- 1995: Nominato - Miglior attore in una serie drammatica diurna per: La valle dei pini

### Image Awards
- 1996: Nominato - Miglior attore in una serie drammatica diurna per: La valle dei pini
- 1997: Nominato - Miglior attore in una serie drammatica diurna per: La valle dei pini
- 2004: Nominato - Miglior attore in una serie drammatica diurna per: Febbre d'amore
- 2005: Nominato - Miglior attore in una serie drammatica diurna per: Febbre d'amore

### Soap Opera Digest Awards
- 1995: Vinto - Migliore rivelazione maschile per: La valle dei pini
- 1996: Vinto - Attore con un fascino irresistibile per: La valle dei pini
- 2005: Nominato - Ritorno favorito per: "Febbre d'amore"

## Curiosità
- Nel 1996 è stato nominato tra le 50 persone più belle dalla rivista People.
- Ha scelto di non interpretare più Tyr Anasazy nella serie televisiva Andromeda essendo insoddisfatto dell'andamento del suo personaggio.